# سييتشيرو ياماشيتا
سييتشيرو ياماشيتا (山下誠一郎 ياماشيتا سييتشيرو) هو مؤدي أصوات ياباني ولد في 21 مايو 1992 في فوكوياما، هيروشيما.

## أدواره في الأنمي

### مسلسلات أنمي تلفزيونية
- أورينج - كاكيرو ناروسي
- سيراف النهاية: معركة ناغويا - إيتا كوسونوكي
- البدلة المتنقلة جاندام: أيتام الدم الحديدي - ماساهيرو ألتلاند
- صراع الطبخ: الطبق الثاني - إيبل بلوندان
- توكين رانبو: هانامارو - ياغين توشيرو، آيزين كونيتوشي
- توكين رانبو: هانامارو: الموسم الثاني - ياغين توشيرو، آيزين كونيتوشي
- كاتسوغيكي: توكين رانبو - ياغين توشيرو
- بوبوكي بورانكي - ديرسو نيجني
- بوبوكي بورانكي: عمالقة الكوكب - ديرسو نيجني
- لوست سونغ - هنري ليوبولد
- بوبتيبيبيك - دايتشي تايرا
- باتلرز - دايتشي كوروساوا

### أفلام أنمي
- أورينج: المستقبل - كاكيرو ناروسي
- الخادم الأسود Book of the Atlantic - إدوارد ميدفورد
- نداء القلب - تاكويا نيشيغوري

## وصلات خارجية
- سييتشيرو ياماشيتا على موقع ميوزك برينز (الإنجليزية)
- سييتشيرو ياماشيتا على موقع ANN person (الإنجليزية)